# FeatherPad
FeatherPad（フェザーパッド）は、GNU GPLのもとで利用可能な自由ソフトウェアのテキストエディタ。イランのPedram Pourang（Tsu Janとしても知られる）によって開発され、Qtで書かれている。また、FeatherPadは依存関係が少なく、どのデスクトップ環境からも独立に動作し、FreeBSD、Linux、Haiku OS、macOSで利用できる。
FeatherPadは、LXQtに使用デスクトップ環境を変更した、18.10以降のLubuntuでデフォルトのテキストエディタとなっている。Lubuntuは以前、LXDEのLeafpadというGTKベースのテキストエディタを使っていた。また、FeatherPadはDebianやUbuntuのパッケージレポジトリにも含まれている。

## 開発
Pourangは、テキストエディタの間に見られるギャップを埋めるために本プロジェクトを開始した。彼は、多くの多機能なテキストエディタがRAMインテンシヴで、鍵となる機能を欠いていると考えていた。
FeatherPadの開発は2016年にスタートし、最初のリリースバージョン (0.5.8) が公開された。この最初のバージョンはGTKで書かれたシンタックスハイライティングが含まれている。GTK 3の導入に合わせて、FeatherPadは書き直されたが、PourangはQtがさらに柔軟であると考え、2017年4月のバージョン0.6からC++で書き直され、Qtにポートされた。FeatherPadは、2019年8月にリリースされたバージョン0.11.0からHunspellを使ったスペルチェック機能を追加している。
FeatherPadは、英語に加え、21の異なった言語に翻訳されている。
Haiku OSのサポートは、KhallebalによってGitHubで書かれ、macOSのサポートはPavel Shlyakによって追加された。
FeatherPadの将来の開発目標は、カスタマイズ可能なシンタックスハイライティング、仮想デスクトップへの対応、Wayland下でのタブのドラッグとドロップへの対応を含む。